# Törley
 (février 2011).
Si vous disposez d'ouvrages ou d'articles de référence ou si vous connaissez des sites web de qualité traitant du thème abordé ici, merci de compléter l'article en donnant les références utiles à sa vérifiabilité et en les liant à la section « Notes et références ».
Törley est un producteur de vins pétillants de Hongrie. Cette maison a été fondée par József Törley en 1882.

## L'histoire du Törley
À la fin du XIXe siècle, les villes françaises étaient friandes de spécialités vinicoles qu'elles ne faisaient pas venir uniquement de la Champagne, mais également de Budapest. Sous la désignation de "Vin pétillant", un nom revenait toujours en lettres majuscules sur ces élégantes bouteilles : József Törley & co.

Törley apprit la fabrication du vin pétillant à Reims, au cœur de la région du Champagne. Il finit par produire son propre vin pétillant, qu'il commercialisa à la fois en France et en Hongrie.
Il fit l'acquisition d'un chantier, de vignes et d'une distillerie à Budafok (ville voisine de Budapest ) afin de suivre ses propres idées de produire un vin pétillant qui allait porter son nom.
Il créa les caves à vin pétillant Torley en 1882 et invita une poignée d'experts champenois à en superviser la production.
La clé de sa réussite repose, principalement, sur la qualité supérieure de ses vins pétillants. Törley a également mis toute son énergie, sa détermination et son imagination pour que son vin soit mondialement reconnu. La popularité du vin pétillant Törley dépassa les frontières, grâce à divers posters publicitaires artistiques de sa propre conception.
Lors de l'exposition Millennium de 1896, la Maison Törley avait déjà été déclarée "Fournisseur de la Cour impériale et royale", et le vin pétillant qu'elle produisait était présenté comme le fleuron de l'industrie vinicole hongroise[réf. nécessaire]. Au début du XXe siècle, Törley, le " Vin pétillant hongrois" était déjà devenu un nom populaire : sa popularité allait de pair avec l'émergence des opérettes hongroises. Le nom "Törley" était synonyme d'alcool grisant au menu des divers hôtels, cafés, restaurants, music-halls et bars.
La cave fêta son vingt-cinquième anniversaire en 1907. À cette époque, les vins pétillants Törley étaient déjà connus dans le monde entier. De nombreux entrepôts stockaient le Törley, que ce soit à Hambourg, Berlin ou Copenhague. Mais la plus belle preuve de réussite résidait dans le fait que le Törley était très prisé des français à cette époque.
Les techniques de productions employées dans les caves sont toujours les mêmes de nos jours. Mais la première Guerre Mondiale et la crise économique qui en a découlé ont toutefois touché le commerce. La situation resta difficile jusqu'au mouvement de nationalisation accompagnant la seconde Guerre Mondiale. Au milieu des années 50, l'entreprise de commerce de vin, reprise par l'état, reprit la production de vins pétillants et entama une période de prospérité qui dure encore de nos jours. Törley est le numéro un du commerce de vins pétillants en Hongrie.

## Titres et récompenses
Au cours de son siècle d'existence, Törley a toujours attaché la plus grande importance à faire concourir ses produits dans des concours internationaux de vins pétillants.
Depuis sa création, Törley a remporté un nombre incalculable de titres et de récompenses, montrant que l'extraordinaire qualité des vins pétillants Törley les placent parmi les meilleurs vins pétillants au monde.

## Méthodes de fabrication
Pour produire un vin pétillant de cette qualité, Törley utilise l'une des trois méthodes suivantes :

### Méthode traditionnelle
Le vin pétillant fermente et mûrit en position horizontale durant 3 ou 4 ans, à une température avoisinant les 14 °C, hermétiquement scellé dans la bouteille qui sera par la suite vendue.
Après maturation, le sommeliers à vins pétillants remuent les résidus de la bouteille vers son goulot en un geste connu et maintes fois pratiqué, puis ils plongent le goulot de la bouteille dans une solution salée à -25 °C. Ensuite survient le dégorgement, où la glace ainsi formée est retirée de la bouteille avec les résidus gelés. La bouteille est ensuite scellée avec un bouchon et du fil de fer, estampillée et finalement mise en boîte.

### Méthode de transfert
Le vin pétillant fermente et mûrit dans de larges magnums d'1.5 litre pour une durée de 9 à 12 mois. Ils sont ensuite vidés dans un réservoir scellé, refroidi et pressurisé. Le taux de sucre est ajusté et les sédiments sont filtrés. Le vin pétillant est ensuite remis en bouteilles et prêt à être distribué.

### Méthode de Charmat
La méthode de Charmat consiste à faire fermenter le vin dans de larges cuves pressurisées. Après la fermentation, on filtre les résidus, le taux de sucre est ajusté selon les besoins et le vin est finalement mis en bouteille.

## Chevaliers Törley: L'ordre du vin pétillant
Le premier ordre mondial du vin pétillant, les chevaliers TÖRLEY, a été fondé à Budafok en 1987, rejoignant la Fédération Internationale des Chevalier Bachiques (International Federation of Bacchus Wine Orders en anglais), une organisation destinée à promouvoir la tradition vinicole à travers le monde.
L'ordre du vin pétillant glorifie Jozsef Törley, l'homme le plus célèbre dans la production de vins pétillants hongrois, et lutte pour conserver les traditions centenaires associées à son nom. Les membres de cet ordre participent à une cérémonie d'inauguration spéciale au cours de laquelle leur savoir en matière de vins pétillants est rudement mis à l'épreuve. La réussite des épreuves de ce test entraîne un serment sur l'honneur et une cérémonie d'adoubement. Il est du devoir solennel des membres de l'ordre (experts en œnologie, partenaires clé des caves Törley, et célébrités du domaine politique ou artistique) de renforcer la tradition et la renommée des caves à vin pétillant Törley et des produits Törley en les faisant découvrir au monde entier.
Depuis plus de 120 ans, les vins pétillants Törley ont été faits avec les plus grands égards pour la qualité et la tradition. Le nom Törley est synonyme de tradition, d'excellente qualité, de fiabilité et d'élégance.
Puisque Törley ne produit et ne distribue que du vin pétillant de qualité, la marque Törley elle-même est une garantie pour les amateurs de vins pétillants.

## Conseils de dégustation du vin pétillant
- Les différents vins pétillants, fermentés et mûris en bouteilles, font d'excellentes boissons à ouvrir pour vos occasions spéciales. Le vin pétillant fermenté dans d'énormes cuves (Méthode de Charmat)  est agréable et rafraîchissant : Il accompagnera parfaitement vos plats.
- Les bouteilles de vin pétillant devraient toujours être mises dans un seau à champagne rempli de cubes de glace et d'eau afin de garder sa température aux alentours de 4 à 8 degrés pour une meilleure dégustation.
- Mis à part lors d'occasions particulièrement animées, le bouchon devrait être retiré en douceur. Lorsque celui-ci est retiré de manière plus brutale, beaucoup de mousse, de dioxyde de carbone et de vin sont gaspillés.
- Nettoyez le goulot de la bouteille à l'aide d'une serviette propre.
- Humez puis goûtez le vin pétillant afin de vérifier sa teneur en dioxyde de carbone et que son bouquet et son goût soient parfaits. C'est toujours à l'hôte d'en avoir le devoir et le privilège.
- À cause de la mousse, les longues et fines flûtes de champagne devraient être remplies petit à petit, tandis que les verres plus gros peuvent être remplis d'un trait, mais avec quelques précautions.